# Brenda L. Bass
Brenda L. Bass es una profesora de bioquímica en la Universidad de Utah, que ostenta el cargo de HA y Edna Benning Endowed Chair. También es profesora adjunta de genética humana e investigadora en el Instituto de Cáncer Huntsman. Su investigación se centra en el silenciamiento de ARN y la dinámica celular del ARN de doble cadena. Fue elegida para la Academia Nacional de Ciencias de Estados Unidos en 2015.

## Educación
Bass asistió a Colorado College como estudiante de pregrado y recibió una licenciatura en química en 1977. Era una estudiante graduada en la Universidad de Colorado en Boulder y recibió su doctorado bajo la supervisión de Thomas Cech en 1985. Luego trabajó como investigadora postdoctoral con Harold Weintraub en el Centro de Investigación del Cáncer Fred Hutchinson de 1985 a 1989, donde descubrió una clase de enzimas conocidas como ADARs (ARN de doble cadena específicos de adenosina desaminasas).

## Carrera académica y de investigación
Bass se unió a la facultad en la Universidad de Utah en 1989. Fue nombrada profesora distinguida en 2007 y se le otorgó la cátedra HA y Edna Benning en 2009. El laboratorio de investigación en Bass se centra en el silenciamiento de ARN y la dinámica celular del doble ARN de cadena (ARNbc) y proteínas de unión a ARN de doble cadena . Ella ha seguido trabajando con las enzimas ADAR que descubrió durante su trabajo postdoctoral, así como con Dicer, una enzima ribonucleasa clave en la vía de silenciamiento del ARN. El grupo de investigación también estudia cómo las células responden a las moléculas largas de ARNdc de probable origen viral, lo que puede dar lugar a respuestas inflamatorias. Parte de su trabajo sobre la ARN interferente fue el tema de una disputa de inventores iniciada por la Universidad de Utah que involucra patentes de Thomas Tuschl con licencia para Alnylam; la demanda no tuvo éxito.
Asistió a las primeras reuniones del laboratorio Cold Spring Harbor que dieron origen a la RNA Society, una sociedad científica para los investigadores de RNA. La sociedad publica la revista RNA, en cuyo consejo editorial Bass ha prestado servicios desde 1995. También fue presidenta de la sociedad en 2007.
Fue investigadora del Instituto Médico Howard Hughes desde 1994 hasta 2009. Fue miembra electa para la Academia Estadounidense de las Artes y las Ciencias en 2007, recibió el Premio Pioneer del Director de los Institutos Nacionales de la Salud en 2011 y fue elegida como miembro de la Asociación Estadounidense para el Avance de la Ciencia ese mismo año. En 2015 fue elegida para la Academia Nacional de Ciencias de Estados Unidos.